# Aulonothroscus validus
Aulonothroscus validus là một loài bọ cánh cứng trong họ Throscidae. Loài này được LeConte miêu tả khoa học năm 1868.